# Gordon Hamilton-Fairley
Gordon Hamilton-Fairley (Londra, 20 aprile 1930 – Londra, 22 ottobre 1975) è stato un oncologo e ricercatore australiano, si trasferì nel Regno Unito dove studiò e lavorò. Rimase vittima di un'autobomba dell'IRA in Holland Park, a Londra, mentre passeggiava con il suo cane, e destinata al membro del parlamento inglese Sir Hugh Fraser, a sua moglie Antonia Fraser e alla loro ospite Caroline Kennedy.

## Biografia
Figlio di Neil Hamilton Fairley, importante studioso di malattie tropicali, Gordon passò la prima infanzia a Melbourne, in Australia, dove era nato. Ben presto si trasferì in Inghilterra dove studiò prima ad Oxford e poi in un ospedale di Londra, il St Bartholomew's Hospital. Formatosi in ematologia presso il Royal College of Physicians, continuò la sua ricerca con particolare attenzione all'immunoematologia. Nel 1968 divenne direttore della Clinica di Ricerca dell'Istituto di ricerca sul cancro e nel 1970 direttore anche del Centro di ricerca oncologica. 
Due anni dopo ottenne il titolo di Imperial Cancer Fund Professor of Oncology. Come professore di Oncologia Medica presso l'Ospedale St Bartholomew, contribuì moltissimo alla chemioterapia e all'immunologia delle malattie maligne e, in particolare, al trattamento delle reticolosi maligne.
Nel 1969 tenne la Goulstonian Lecture al Royal College of Physicians.

### La morte
Fairley fu ucciso a 47 anni da una bomba dell'IRA a Kensington, Londra, il 23 ottobre 1975 mentre portava a spasso il suo cane. La bomba, piazzata sotto un'auto fuori dalla casa della famiglia Fraser, era destinata a Sir Hugh Fraser. Fraser, un amico di lunga data della famiglia Kennedy, all'epoca ospitava Caroline Kennedy. La banda di Balcombe Street fu successivamente condannata per l'omicidio di Fairley.
Anche Brian Keenan, un comandante senior dell'IRA, fu arrestato e processato all'Old Bailey di Londra nel giugno 1980 accusato di aver organizzato la campagna di bombardamenti dell'IRA in Inghilterra e di essere implicato nella morte di otto persone, tra cui Fairley. Keenan fu condannato a 18 anni di reclusione dopo essere stato dichiarato colpevole il 25 giugno 1980.

## Vita privata
Fairley era sposato con Daphne. Avevano quattro figli, il più giovane dei quali aveva solo 12 anni quando il padre morì. A Fairley era stato offerto un lavoro come medico personale di Elisabetta II, ma aveva rifiutato, preferendo lavorare con il pubblico.

## Premi e riconoscimenti
- Fairley è commemorato da un memoriale scolpito da Richard Kindersley nella cripta della cattedrale di St Paul che recita: "Gordon Hamilton-Fairley DM FRCP, primo professore di oncologia medica, 1930-75. Ucciso da una bomba terroristica. Non importa come un uomo muore ma come vive".[9]
- A lui è stato intitolato un reparto dell'ospedale St Bartholomew.[10]
- La Società Europea di Oncologia Medica assegna ogni anno una medaglia e un premio per il contributo alla ricerca sul cancro, così chiamato in onore di Fairley.[11]
- Nel 1982 la vedova, Daphne, che era una logopedista e terapista del linguaggio, fondò una scuola di terapia specialistica, la Fairley House School, in memoria di Fairley.[12] Originariamente situata a Prince's Gate, dal 2005 la scuola si trova in Lambeth Road.[12]